# 大塚隆史
大塚隆史（日语：／ Ōtsuka Takashi，1981年2月23日—），日本男性動畫演出家、動畫導演。出身於大阪府。曾在東映動畫導演、編劇過多部作品，現為自由身。

## 來歷
大塚隆史從大阪設計專門學校畢業後，加入東映動畫。
2002年，他擔任《小魔女DoReMi 大合～奏！》的演出助手，在五十嵐卓哉、細田守、長達也、岡佳廣、山吉康夫等不同世代、不同風格的導演指導下學習如何工作和創造場景。
2004年，作為演出助手參與《光之美少女》的製作。隔年，他以《光之美少女 Max Heart》（第15話）負責演出首次亮相。此後，他主要執導「光之美少女系列」。
2009年，他以電影《劇場版 光之美少女 All Stars DX：大家都是朋友☆奇蹟的全員大集合！》開始其導演生涯，之後又參與了《光之美少女 All Stars DX》電影三部曲的製作。
2012年，以《Smile 光之美少女！》首次擔任系列導演。
2014年，離開東映動畫，成為自由工作者。

## 人物、風格
大塚隆史在觀看了吉卜力工作室製作的「《魔法公主》就是這樣誕生的」記錄幕後製作的紀錄片後，決定從事動畫工作。
在專門學校學習期間，他為了學習而觀看了《大～集合！小魔女DoReMi》，並注意到佐藤順一和五十嵐卓哉的存在，這激發了他對導演的興趣，而不是編寫劇本或作畫。
本身並不是動畫宅男，加入東映後就在公司的資料室裡查閱了過去動畫作品的檔案，學到了很多東西。
他執導作品的兩大支柱是從《小魔女DoReMi》中學到的心理表現，以及從《光之美少女》中學到「外連味」的動作。
他認為自己是表演者型導演，而非作家型導演，稱自己為而非。

## 參加作品

### 電視動畫
2002年
- 小魔女DoReMi 大合～奏！（演出助手）

2003年
- 明日之星娜佳（演出助手）

2004年
- INTERLUDE（日语：インタールード (ゲーム)）（演出助手）
- 光之美少女（演出助手）

2005年
- 光之美少女 Max Heart（演出）
- 新宇宙飛龍 LEGEND OF DAIKU-MARYU（演出）

2006年
- 光之美少女 Splash Star（演出）

2007年
- Yes！光之美少女5（演出）

2008年
- Yes！光之美少女5 GoGo！（演出）

2009年
- FRESH光之美少女！（演出）

2010年
- Heartcatch 光之美少女！（演出）

2011年
- ONE PIECE（—2013年，演出／2014年，OP17分鏡&演出）

2012年
- Smile 光之美少女！（—2013年，系列導演[5]、分鏡、演出、OP分鏡&演出）

2014年
- 排球少年!!（分鏡、演出）
- Happiness Charge 光之美少女！（分鏡、演出）
- 怪盜Joker（—2015年，分鏡、演出、OP分鏡&演出）

2015年
- 蠟筆小新（分鏡、演出）
- Go！Princess 光之美少女（分鏡、演出）
- 進擊！巨人中學校（分鏡）

2016年
- B-PROJECT ～鼓動＊Ambitious～（分鏡）

2017年
- 魔法使 光之美少女！（分鏡）
- 不正經的魔術講師與禁忌教典（ED分鏡&演出）
- ONE PIECE 東海特別篇 ～魯夫與四名伙伴的大冒險～（導演、分鏡、演出）
- 數碼暴龍宇宙 應用怪獸（ED製作人員）

2019年
- Star☆Twinkle 光之美少女（分鏡）

2020年
- 排球少年!! TO THE TOP（分鏡）

2021年
- 數碼寶貝大冒險：（分鏡、演出）
- KICK&SLIDE（日语：KICK&SLIDE）（導演、劇本統籌、編劇、分鏡）

2023年
- 天國大魔境（分鏡、演出）

### 電影動畫
2008年
- 超～短篇 光之美少女系列 GoGo！夢幻的現場演唱會！（導演）

2009年
- 劇場版 光之美少女 All Stars DX：大家都是朋友☆奇蹟的全員大集合！（導演）

2010年
- 劇場版 光之美少女 All Stars DX2：希望之光☆守護彩虹寶石！（導演、分鏡[注 1]、演出[注 1]）
- 美食獵人TORIKO：捕獲蠻族常春藤吧！（Jump Festa2010上映作品，分鏡）

2011年
- 劇場版 光之美少女 All Stars DX3：傳達到未來！連結世界☆彩虹之花！（導演、分鏡[注 1]、演出[注 1]）

2012年
- 劇場版 Smile 光之美少女！兒童圖畫書裡的世界都不協調！（分鏡）

2015年
- 花與愛麗絲之殺人事件（特別感謝）
- 劇場版 光之美少女 All Stars：春之嘉年華♪（MV分鏡）

2018年
- 劇場版 精靈寶可夢：大家的故事（分鏡）

2019年
- ONE PIECE STAMPEDE（導演[6]、編劇[注 2]）

2020年
- 尋找小魔女DoReMi（演出[注 3]）

2021年
- 劇場版 Healin' Good ♥ 光之美少女：夢想的小鎮心動不已！GoGo！大變身!!（日语：映画 ヒーリングっど♥プリキュア ゆめのまちでキュン!っとGoGo!大変身!!）（分鏡、副聲道有聲劇編劇、音響演出）
  - 劇場版 Tropical-Rouge！光之美少女：小小闖入！組合♡舞會！（導演）

2022年
- 命運戰線Liddell-Light（真人電影《霸權動畫！》劇中作品，導演）

### 網路動畫
2023年
- （動畫導演）

2024年
- （導演）

## 出版物

### 小說
- （原作：大塚隆史，著：高橋奈津子，插圖：川村敏江，〈小學館Jr.文庫〉，2015年12月16日發行）ISBN 978-4-09-230853-4

### 實用書
- （著：大塚隆史，文、構成：堀田孝之，漫畫，飛鳥新社（日语：飛鳥新社），2022年11月9日發行）ISBN 978-4-86-410931-4

## 腳註

## 相關項目
- 日本動畫師列表（日语：アニメ関係者一覧）

## 外部連結
- 大塚隆史的X（前Twitter） （日語）